# KSS
KSS — файловый формат для хранения музыки, извлечённой или сконвертированной из программ для 8-разрядных бытовых компьютеров, главным образом для компьютеров стандарта MSX. Музыка в таком формате может быть воспроизведена специальными проигрывателями.

## Устройство
По своему устройству формат KSS наиболее сходен с более популярным форматом NSF, предназначенным для хранения музыки, извлечённой из игр для игровой консоли NES. Из оригинальной программы извлекается процедура проигрывания музыки в виде кода процессора Zilog Z80, и данные для этого проигрывателя. После извлечения к коду проигрывателя добавляется стандартный программный интерфейс, используемый всеми проигрывателями KSS. При воспроизведении файлов KSS осуществляется программная эмуляция минимальной системы, содержащей процессор, ОЗУ, и все звуковые устройства, поддерживаемые форматом.
Поддерживаются следующие звуковые устройства, используемые на компьютерах MSX:
- AY-3-8910 (PSG)
- Konami SCC
- MSX-Audio
- MSX-Music

## Создание файлов
Так как формат представляет собой контейнер для оригинального исполняемого кода проигрывателей музыки, извлечение музыки из игр не может быть автоматизировано. Оно производится вручную, и требует определённых знаний в области программирования и устройства компьютеров MSX. Однако, возможно автоматическое конвертирование в формат KSS музыкальных файлов, создаваемых популярными музыкальными редакторами для компьютеров MSX. Существуют конверторы для следующих редакторов:
- FAC Soundtracker
- Moonblaster
- MuSiCa
- Pro-Tracker
- SCC-Musixx

## Воспроизведение
Для воспроизведения файлов в формате KSS существуют специальные проигрыватели, а также плагины к популярным универсальным проигрывателям. В частности, формат KSS поддерживается плагинами MSXplug и NezPlug для проигрывателей Winamp и foobar.